# Josef Tal
Josef Tal (hebreo: יוסף טל), quien al nacer recibió el nombre de Joseph Grünthal (18 de septiembre de 1910, Pinne/Pniewy, Polonia - 25 de agosto de 2008), fue un compositor israelí, uno de los padres de la música de ese país.

## Datos biográficos

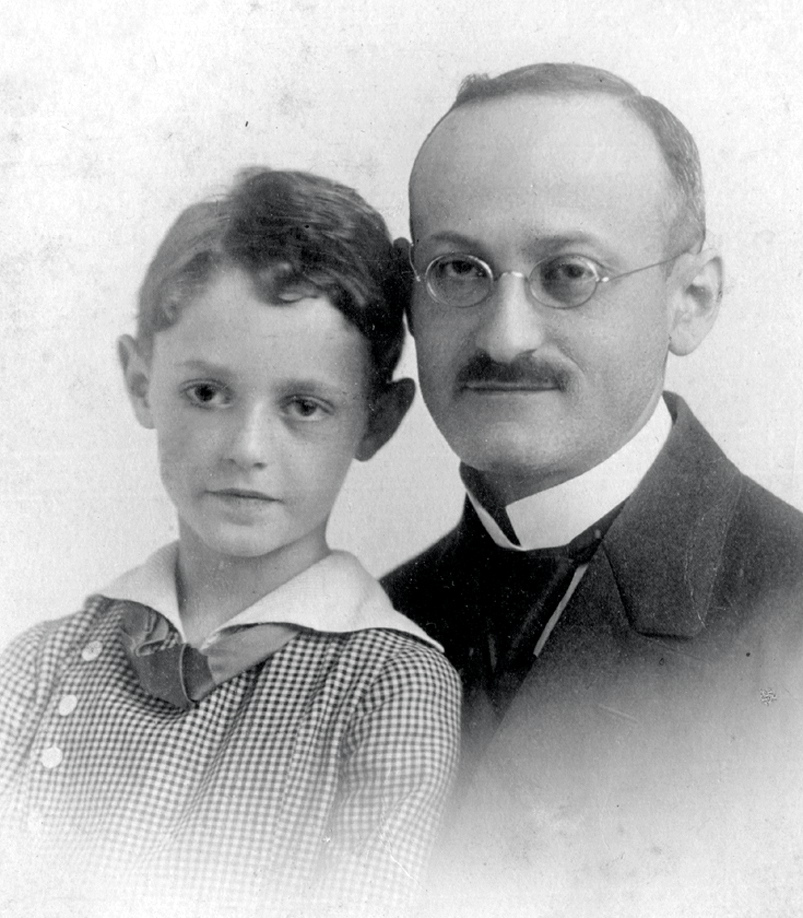
Josef Tal con su padre Julius Grünthal (1917)

Josef Tal es uno de los padres fundadores de la música israelí. Nació en Pinne (Pniewy, cerca de Poznań), Imperio Germano (la actual Polonia). Poco después de su nacimiento, su familia (su madre Ottilie, su padre el rabino Julius Grünthal y su hermana mayor Grete) se mudó a Berlín, en donde se dedicaron a administrar un orfanato privado. El rabino Julius Grünthal era profesor en el Instituto Superior de Estudios Judaicos (Hochschule für die Wissenschaft des Judentums), y se especializó en la filología de las lenguas antiguas.

### Estudios

#### Música
Tal fue admitido en la Escuela Superior Académica Estatal de Música (Staatliche Akademische Hochschule für Musik) en Berlín y estudió con Max Trapp (piano y composición), Heinz Tiessen (teoría), Max Saal (arpa), Curt Sachs (instrumentación), Fritz Flemming (oboe), Georg Schünemann (historia de la música), Charlotte Pfeffer y Siegfried Borris (entrenamiento auditivo), Siegfried Ochs (canto coral), Leonid Kreutzer (metodología del piano) y Julius Prüwer (dirección). Paul Hindemith - su profesor de composición y teoría – lo presentó con Friedrich Trautwein, quien dirigía el estudio de música electrónica en el sótano del edificio.
Tal finalizó sus estudios en la academia en 1931, y se casó con la bailarina Rosie Löwenthal un año después. Trabajó dando clases de piano y acompañando a bailarines, cantantes y películas mudas.[cita requerida]

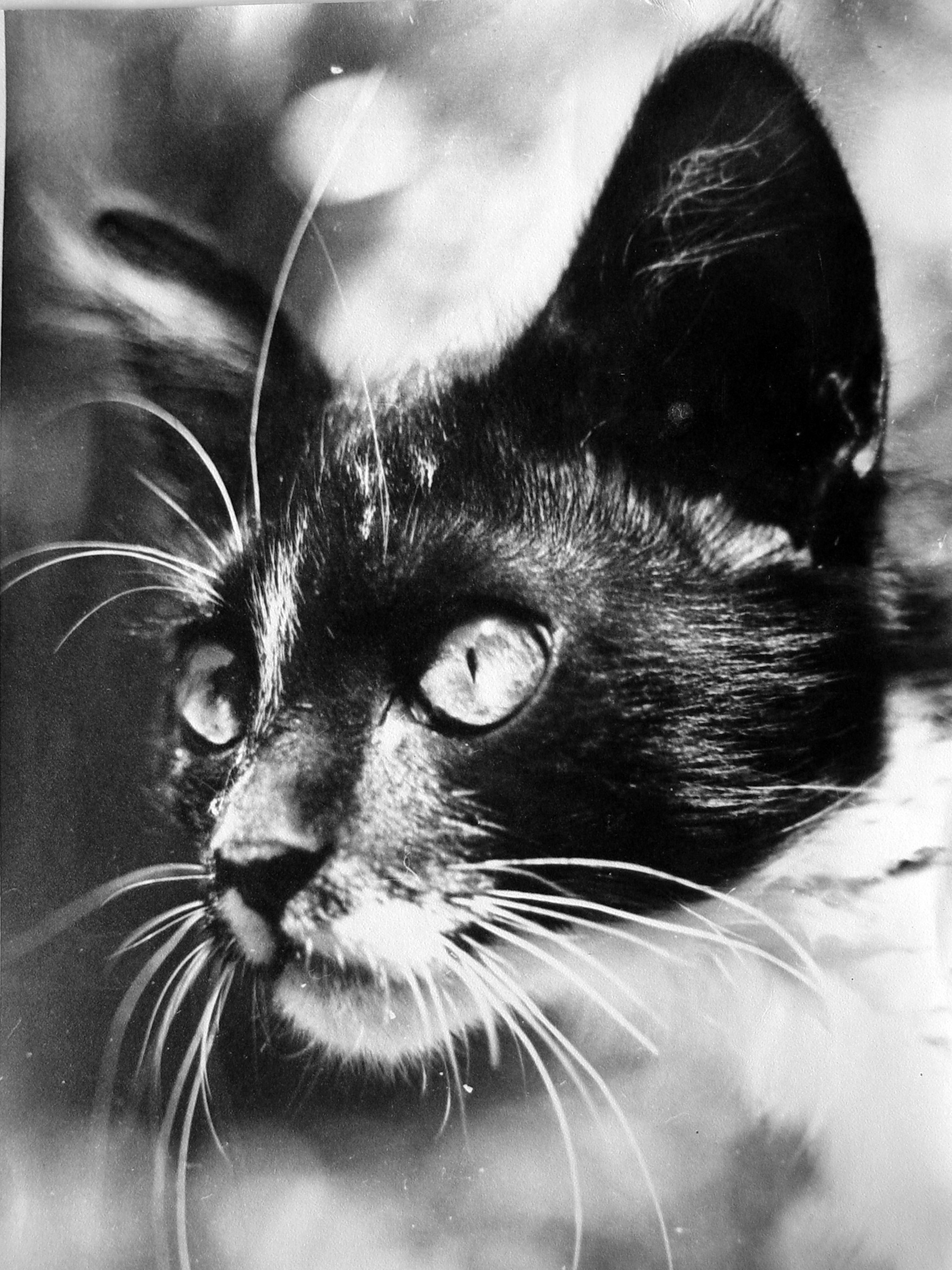
Fotografía tomada por Josef Tal

#### Fotografía
Las leyes laborales antisemitas de los nazis dejaron a Tal sin empleo, y comenzó entonces a estudiar fotografía en la Schule Reimann, con la intención de adquirir una profesión que le permitiera obtener un "certificado de inmigración" y trasladarse a Palestina.[cita requerida]

### Palestina
En 1934, la familia emigró al Mandato británico de Palestina con su pequeño hijo Re'uven. Tal trabajó como fotógrafo en Haifa y en Hadera durante un tiempo, tras lo cual la familia se mudó al kibutz Beit Alfa y después a Gesher, donde Tal deseaba dedicarse a su música.[cita requerida]
Como resultaba difícil adaptarse a la nueva realidad social del kibutz, la familia se asentó en Jerusalén, donde Tal estableció nuevas relaciones profesionales y sociales. Allí actuó como pianista, dio lecciones de piano y ocasionalmente tocaba el arpa con la Orquesta de Palestina, que se había fundado recientemente. En 1937, la pareja se divorció.[cita requerida]

### Jerusalén
Tal aceptó la invitación de Emil Hauser para dar clases de piano, teoría y composición en el Conservatorio de Palestina, y en 1948 fue nombrado director de la Academia de Música de Jerusalén, puesto que conservó hasta 1952. En 1940, se casó con la escultora Pola Pfeffer. En 1948 nació su hijo Etan Tal.[cita requerida]

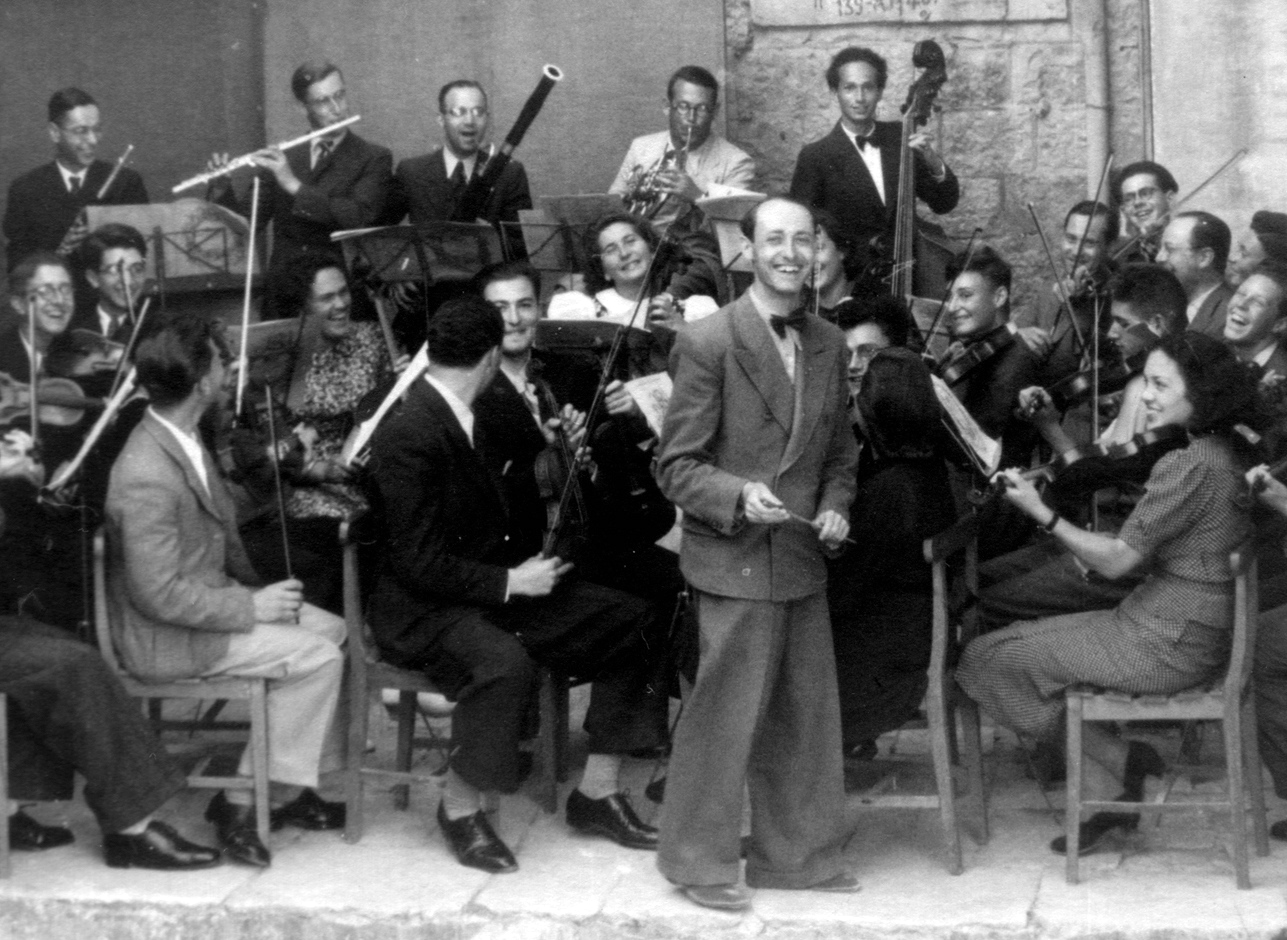
Josef Tal con la Orquesta Musical del Conservatorio de Palestina (1939)

En 1951, fue contratado como profesor en la Universidad Hebrea de Jerusalén, y en 1961 fundó allí el Centro de Música Electrónica de Israel. Publicó artículos académicos y escribió muchas entradas sobre música para la Encyclopaedia Hebraica. En 1965, Tal fue nombrado profesor titular y, más adelante, jefe del Departamento de Musicología en la Universidad Hebrea, en donde permaneció hasta 1971. Entre sus muchos alumnos se encuentran los compositores Ben-Zion Orgad, Robert Starer, Naomi Shemer, Jacob Gilboa, Yehuda Sharett, el musicólogo Michal Smoira-Cohn, el chelista Uzi Wiesel y la soprano Hilde Zadek.
Tal fue prolífico como escritor y ávido lector. Representó a Israel en las conferencias de la Sociedad Internacional de Música Contemporánea (ISCM) y en otros eventos musicales, y asistió a muchas conferencias profesionales en todo el mundo. Fue miembro de la Academia de las Artes de Berlín (Akademie der Künste), y socio del Instituto de Estudios Avanzados de Berlín (Wissenschaftskolleg zu Berlin).[cita requerida]

### Creación musical
Hasta la edad de 60 años, Tal se presentó como pianista y director con diversas orquestas, pero su principal contribución al mundo de la música son sus desafiantes composiciones y su novedoso uso de la sonoridad. Tal fue compositor muy productivo, y escribió en varios géneros: óperas, escenas dramáticas, sinfonías, conciertos, música de cámara, obras instrumentales, obras vocales y composiciones electrónicas. En la década de 1990, Tal dirigió, al lado del doctor Shlomo Markel, un proyecto de investigación (denominado Talmark) cuyo objetivo era desarrollar un novedoso sistema de notación musical en cooperación con el Instituto Technion de Tecnología de Israel y con la VolkswagenStiftung. Durante esos años, su vista se deterioró y aumentaron considerablemente para él las dificultades al componer. Usando una pantalla de computadora para agrandar la partitura, logró elaborar breves obras musicales para pocos instrumentos, escribir su tercera autobiografía y terminar sus visionarios análisis de música futurista. El ciclo completo de sus sinfonías, bajo la dirección de Israel Yinon, se publicó en la disquera alemana CPO.

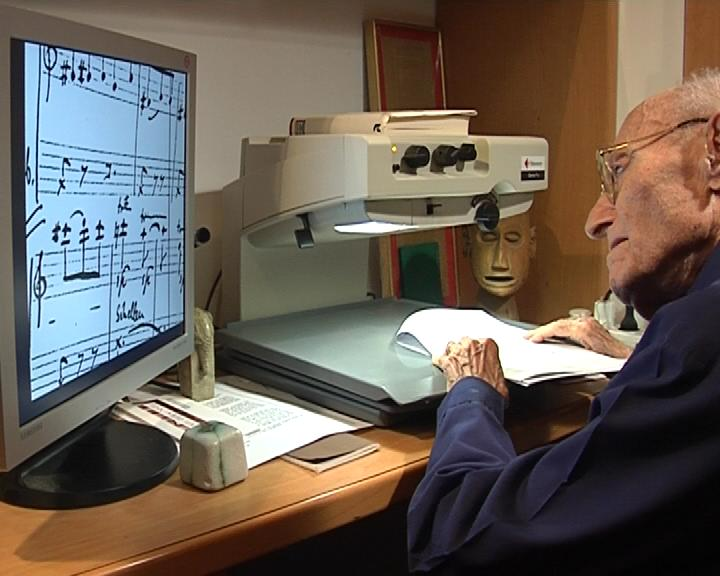
Josef Tal revisa un manuscrito (2006).

Josef Tal fue incinerado en el kibbutz Ma'ale HaHamisha, cerca de Jerusalén. Su legado quedó archivado en la Biblioteca Nacional de Israel, en Jerusalén. Casi todas sus obras las publicó el Instituto de Música de Israel (IMI).

## Estilo
El estilo de Tal es fiel a sus antecedentes europeos. No se vio influido por las tendencias prevalecientes de la música israelí de los años 40 y 50, que se basaban sobre todo en el folklor de los grupos étnicos judíos o en las tradiciones musicales de Medio Oriente. A primera vista, la obra de Tal parece tener un carácter atonal monolítico, pero a pesar de esta característica predominante pueden observarse, con los años, avances y cambios significativos en su estilo de composición.

"… Ni la tonalidad ni la modalidad, ni la atonalidad ni la dodecafonía, ni el serialismo ni la electrónica definen a la música israelí. Todas éstas son meras herramientas que también pueden contener referencias folklóricas, notas dominantes mediterráneas, ritmos de baile 'a la hora', etc. Todos éstos serán medios legítimos siempre y cuando contribuyan a un deseo y un contenido vívidos. El dialecto musical está sujeto a cambios, al igual que lo está toda lengua viva."
Josef Tal

Tanto la Biblia como otros sucesos de la historia judía ejercieron una fuerte influencia sobre la obra de Tal. Muchas de sus obras de la década de los 50 incorporan motivos y técnicas musicales tradicionales, aunque incluso cuando cita un motivo suele modificarlo de tal manera que oscurece su naturaleza tonal original. Cuando tomó prestada una melodía tradicional de la comunidad judío-babilónica como base para su Primera sinfonía, lo hizo únicamente para excitar su imaginación creativa, y evitó cualquier demostración de connotación nacional. Tal entrelaza los materiales citados sin comprometer sus principios estilísticos, que se vieron fuertemente influidos por Arnold Schönberg.

"…Sin duda podemos encontrar una gran riqueza de temas musicales en el folklor israelí, pero sólo un compositor entusiasta absorbe este folklor con un propósito que va más allá de lo nacional, a fin de crear una obra de arte universal. Una obra relacionada con fenómenos y valores temporales está ligada al diletantismo. Carecerá del origen de toda obra de arte que, al igual que la naturaleza, es sobrenatural y eterna."
Josef Tal

Muchos consideraban a Tal un enfant terrible de la música israelí. Poco después del estreno de su Concierto no. 4 para piano y electrónica (27/8/1962), Herzl Rosenblum, editor y crítico del Yediot Ahronot, aplicó los términos "¡Terror!", "cacofonía" y "dictadura de las minorías"...
Audaz en sus ideas novedosas y su obstinado inconformismo, Tal no siguió las modas musicales, ni plegó sus principios a dictados extramusicales.

"…No existe ningún proceso creativo lineal. Debido a su propia naturaleza, se mueve con un espíritu innovador en muchas direcciones. Existe el gran peligro de que esto conduzca a la superficialidad. Pero también es un privilegio para el hombre creativo el hecho de que todos los caminos se abran ante él. Depende de él que pierda la ruta en ese universo o que lo explore."
De: Self portrait of the composer Josef Tal - notes for a radio transmission (Autorretrato del compositor Josef Tal: Notas para una transmisión en radio; aún sin traducción al español; fecha desconocida).

### La relación compositor-oyente
Tal no subestimaba la importancia de la relación entre el compositor y el oyente, y era consciente de las dificultades que planteaba la "música moderna":

"…En teoría, si hubieras interpretado la Novena sinfonía de Beethoven frente a personas del siglo tercero, posiblemente ellos sólo habrían percibido un ruido blanco – pues no estaban preparados para entender o analizar tantos aspectos acústicos diferentes…"
Josef Tal

"La actitud de Tal hacia su música y hacia su público se inspiró en el enfoque inflexible de Beethoven y de Arnold Schönberg, dos compositores a quienes Tal admiraba especialmente. Tal exige demasiado a sus oyentes: sus obras son intensas, disonantes y altamente importantes por su densidad, y no podrán comprenderse del todo escuchándolas en una sola ocasión…”
Jehoash Hirshberg

"…Me detengo antes de ofrecer al oyente un análisis verbal que explique un sistema teórico musical mediante el uso de terminologías profesionales. Este campo pertenece al taller del compositor, y no debería preocupar al oyente. El oyente lleva su propia experiencia musical al concierto, que logró al haberse expuesto durante mucho tiempo a la música clásica y romántica. Esta experiencia genera hábitos que le ayudarán a navegar en la música clásica. El oyente del siglo XX está sujeto a un sistema distinto. El lenguaje musical cambia constantemente, y altera su percepción estética. Elementos musicales tales como la melodía, la armonía y el ritmo se manifiestan actualmente de un modo distinto a aquél en el que se manifestaban en la música tradicional. A pesar de estos cambios, constantemente se observa un fenómeno común a todas las eras musicales: el poder sugerente que fluye desde la pieza musical hacia el oyente…"
Presentación de Tal en el estreno de su Cuarta sinfonía (1987).

## Música electrónica

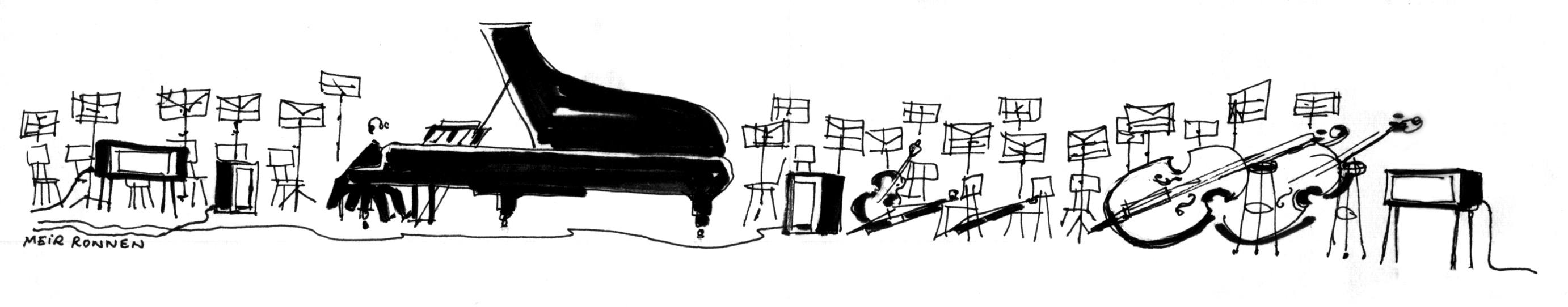
Caricatura elaborada por Meir Ronnen después del estreno del Concierto no. 4 para piano y electrónica, de Josef Tal.

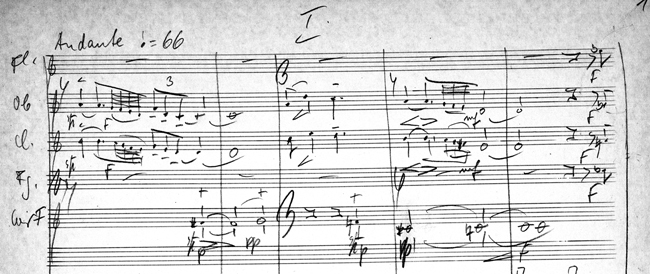
Primeros compases del Concierto para piano no. 2, de Josef Tal (1953).

Tal considera que la música electrónica es un nuevo lenguaje musical, que él describe como inestable y carente de una definición cristalizada. Para él, la computadora es un instrumento que impulsa al compositor a tener un pensamiento disciplinado. A su vez, la computadora almacena con absoluta fidelidad los datos que se le ofrecieron. Sin embargo, cuando la computadora no se utiliza debidamente, se pondrá en evidencia la incompetencia del compositor, pues él no es capaz de poner a la computadora en contacto con el reino de la música. Sin embargo, en opinión de Tal, la composición de música electrónica tiene también otro aspecto: cuando el compositor elige la notación musical de la computadora como su herramienta de creación, anulará, de manera concomitante, el papel del ejecutante como intérprete. A partir de ese momento, sólo importará la capacidad mental del compositor, y la ejecución no dependerá del virtuosismo del intérprete.
Tal integra la música electrónica en muchas de sus obras para instrumentos "convencionales", y fue, en realidad, uno de los pioneros mundiales en hacer algo así. Sus piezas para música electrónica y arpa, piano o harpsicordio, y óperas suyas como Massada o Ashmedai, son ejemplos típicos de ello.

"[...A pesar] del gran interés de Tal por la música electrónica, y del tiempo y la creatividad que le dedicó, compuso en realidad muy pocas obras electrónicas, y no se interpretaron con mucha frecuencia – en parte porque él mismo no hizo lo posible por que se presentaran en público. Aparentemente Tal no se adaptó al hecho [] de sentarse en una sala de conciertos frente a uno o dos altavoces, y escuchar los sonidos generados por un ejecutante cuya presencia era invisible… Así pues, la participación de Tal como compositor de música electrónica consistió, en gran medida, en combinar la ejecución en vivo con el sonido electrónico."
Jehoash Hirshberg

### Teoría musical
- (Grünthal, Josef:) Basics of Music Theory (Fundamentos de teoría musical; en hebreo; aún no traducido al español). Publicado por Benno Balan, 1944.
- Introduction to the Theory of Musical Form (Introducción a la teoría de la forma musical; en hebreo; aún no traducido al español). Publicado por Merkaz Letarbut Vehasbara, 1951.
- Musica Nova in the Third Millennium - Behind the Scenes of Music Theory (Música nueva del tercer milenio: Tras las escenas de la teoría musical; aún no traducido al español). Publicado por el Instituto de Música Israelí, 2002, Cat No. 1018E, ISBN 965-90565-0-8.

### Autobiografías
- Der Sohn des Rabbiners. Ein Weg von Berlin nach Jerusalem (El hijo del rabino: Un viaje de Berlín a Jerusalén; aún no traducido al español), una autobiografía, 1985, ISBN 3-88679-123-8.
- Reminiscences, Reflections, Summaries (Reminiscencias, reflexiones, resúmenes; aún no traducido al español). Narrado en hebreo por Ada Brodsky. Publicado por Carmel (1997), ISBN 965-407-162-2.
- Tonspur - Auf der Suche nach dem Klang des Lebens (En busca del sonido de la vida; aún no traducido al español), una autobiografía. Henschel Publishing House, Berlín, 2005, ISBN 3-89487-503-8.

### Ensayos
- The Impact of the Era on the Interrelation Between Composer, Performer and Listener. Music in Time – Publicación de la Academia Rubin de Música y Danza de Jerusalén (1983-1984), pp 23–27.
- Rationale und Sensitive Komponenten des "Verstehens", in Musik und Verstehen – Aufsätze zur semiotischen Theorie, Ästhetik und Soziologie der musikalischen Rezeption. Arno Volk Verlag (197?), pp 306–313.
- Musik auf Wanderung – Querschnitte zwischen Gestern und Morgen in Berliner Lektionen (1992) Bertelsmann, pp 79–90.
- Wagner und die Folgen in der Musik des 20. Jahrhunderts, (1983) Universität Bayreuth, Sonderdruck aus Jahresbericht des Präsidenten, pp 167–181.
- Der Weg einer Oper, Wissenschftskolleg Jahrbuch 1982/83, Siedler Verlag, pp 355–356.
- Gedanken zur Oper Ashmedai, in Ariel – Berichte zur Kunst und Bildung in Israel, No. 15 (1972), pp 89–91.
- Music, Hieroglyphics and Technical Lingo in The World of Music, Vol. XIII, No.1/1971 B. Schott's Söhne, Mainz, pp 18–28.
- Ein Mensch-zu-Mensch-Erlebnis im Wissenschaftskolleg Berlin (1994) in Axel von dem Bussche, Hase&Koehler Verlag, pp 125–131 ISBN 3-7758-1311-X.

## Premios y reconocimientos
- 1949, 1958, 1977 - The City of Tel Aviv Engel Prize
- 1957/1958 - UNESCO Grant for the Study of Electronic Music
- 1969 - Miembro de la Akademie der Künste (Academia de Arte) de Alemania[21] (Berlín)
- 1970 - The State of Israel Prize
- 1975 - Berliner Kunstpreis[22] (Art Prize of the City of Berlin)
- 1981 – Foreign Honorary Membership of the American Academy and Institute of Arts and Letters "en reconocimiento a sus logros creativos en las artes"
- 1982/1983 - Fellow, Wissenschaftskolleg zu Berlin[23] (Institute for Advanced Study, Berlin)
- 1982 - Premio Wolf (Israel)[24] "por su novedoso enfoque a la estructura y textura musicales y la inquebrantable tensión dramática de sus creaciones"
- 1985 - (en alemán) Bundesverdienstkreuz I Klasse (véase Verdienstorden_der_Bundesrepublik_Deutschland)
- 1985 - (en francés) Commandeur de l'Ordre des Arts et des Lettres[25]
- 1993 – Doctor Philosophiae Honoris Causa of Tel Aviv University "En reconocimiento especial por sus creaciones operísticas, evidencia de su profunda conexión con el espíritu del judaísmo durante periodos diversos de la historia, y por haber alcanzado una síntesis entre la tradición judía antigua y la música moderna de la actualidad."
- 1995 – Johann-Wenzel-Stamitz-Förderungspreis der Künstlergilde (Alemania)
- 1995 – ACUM prize (Societe d'auteurs, compositeurs et editeurs de musique en Israel)
- 1995 - Yakir Yerushalayim award (otorgado por la Ciudad de Jerusalén)
- 1996 - Doctor Philosophiae Honoris Causa of Hochschule für Musik und Theater Hamburg[26]
- 1998 – Doctor Philosophiae Honoris Causa of The Hebrew University of Jerusalem "Como un tributo a la riqueza de su legado musical y en reconocimiento a su contribución al desarrollo de la educación musical en Israel"